# Tikal (ort i Guatemala)
Tikal är en ort i Guatemala.   Den ligger i kommunen Municipio de Flores och departementet Petén, i den norra delen av landet, 300 km norr om huvudstaden Guatemala City. Tikal ligger 193 meter över havet och antalet invånare är 240.
Terrängen runt Tikal är huvudsakligen platt. Tikal ligger nere i en dal. Runt Tikal är det glesbefolkat, med 8 invånare per kvadratkilometer. I omgivningarna runt Tikal växer i huvudsak städsegrön lövskog.